# Donatus av Hessen
Heinrich Donatus Philipp Umberto, prins till Hessen-Kassel-Rumpenheim, född den 17 oktober 1966 i Kiel, är en tysk prins, son till tituläre lantgreven Moritz till Hessen-Kassel-Rumpenheim och hans dåvarande hustru Tatjana, prinsessa till Sayn-Wittgenstein-Berleburg. Han är också titulär kung av Finland. Hans farfarsfar var Fredrik Karl av Hessen som utsågs till kung i Finland 1918, men avgick efter två månader utan att tillträda.

## Verksamhet
Donatus och Floria bor i Kronberg i Taunus. Där bedriver de en vinodling som heter Weingut Prinz von Hessen.

## Familj
Donatus av Hessen gifte sig vid en borgerlig ceremoni i Wiesbaden den 25 april 2003 och kyrkligt i Johanneskirche i Friederichhofs scloss i Kronberg med Floria av Castell-Faber, Floria Franziska Marie-Luisa Erika, grevinna von Faber-Castell (född 14 oktober 1974 i Düsseldorf). Den 26 mars 2007 blev paret föräldrar till tvillingarna Paulina Elisabeth och Moritz Ludwig. Den 24 augusti 2012 föddes sonen August.